# Сонячний бік
«Сонячний бік» (англ. Sunnyside) — американський короткометражний німий фільм Чарльза Чапліна, випущений 15 червня 1919.

## Сюжет
Чарлі в ролі помічника сердитого фермера, який часто надмірно жорстокий. Намагаючись втекти, вибратися з цих кайданів, герой Чапліна не перестає виконувати роботу, — будь то вигул худоби або миття підлоги. Його способи і методи виконання роботи не залишать байдужим нікого.
Однак, крізь перешкоди сірого життя, туманного і темного майбутнього, маленького працівника окриляє любов. Ось тепер життя точно стане кращим!

## У ролях
- Чарлі Чаплін — робітник ферми
- Една Первіенс — сільська красуня
- Том Вілсон — господар
- Том Террісс — молодий чоловік з міста
- Генрі Бергман — батько дівчини
- Том Вуд — товстун
- Лойал Андервуд — батько товстуна